# The Mummy (1932)
The Mummy is een Amerikaanse horrorfilm uit 1932, geproduceerd door Universal Pictures en geregisseerd door Karl Freund. Hoofdrollen werden vertolkt door Boris Karloff, Zita Johann, David Manners en Edward van Sloan.

## Verhaal
Een groep archeologen vindt de mummie van de Oud Egyptische priester Imhotep. Een van de archeologen leest per ongeluk een spreuk voor die de mummie weer tot leven brengt.
Imhotep ontsnapt aan de archeologen en gaat naar Caïro om de reïncarnatie van zijn oude geliefde, prinses Ankh-es-en-amon, te zoeken. Imhotep probeerde eeuwen geleden haar ziel al eens terug te laten keren uit de onderwereld door middel van een verboden ritueel. Als straf werd hij toen levend gemummificeerd.
Imhotep vindt de vrouw die hij zoekt. Zij kan aan hem ontsnappen wanneer haar herinneringen aan haar vorige leven terugkeren en ze de godin Isis om hulp vraagt. De boekrol met de spreuk die Imhotep weer tot leven had gebracht verbrandt en Imhoteps lichaam vergaat tot stof.

## Rolverdeling
| Acteur            | Personage                               |
| ----------------- | --------------------------------------- |
| Boris Karloff     | Imhotep/Ardath Bey                      |
| Zita Johann       | Helen Grosvenor/Prinses Ankh-es-en-Amon |
| David Manners     | Frank Whemple                           |
| Arthur Byron      | Sir Joseph Whemple                      |
| Edward Van Sloan  | Doctor Muller                           |
| Bramwell Fletcher | Ralph Norton                            |
| Noble Johnson     | de Nubiër                               |
| Kathryn Byron     | Frau Muller                             |
| Leonard Mudie     | Professor Pearson                       |
| James Crane       | Farao Amenophis                         |
| Henry Victor      | de Saksische krijger                    |

## Achtergrond

### Productie
De film was geïnspireerd door de ontdekking van de tombe van Toetanchamon in 1922 en de vloek van de farao die hieraan verbonden zou zijn. Producer Carl Laemmle Jr. verzocht Richard Shayer om een roman te vinden met een verhaal dat als basis kon dienen voor een horrorfilm met als thema het oude Egypte. Shayer vond geen verhaal dat aan deze eisen voldeed. Daarom schreef hij samen met Nina Wilox Putnam zelf een negen pagina’s tellend verhaal gebaseerd op Alessandro Cagliostro. Zijn verhaal speelde zich af in San Francisco en draaide om een 3000 jaar oude magiër. Laemmle vond het verhaal geschikt en huurde John L. Balderston in om het scenario te schrijven. Balderston verplaatste de locatie van het scenario naar Egypte en veranderde de naam van het titelpersonage naar Imhotep.
Karl Freund, de cinematograaf van Dracula, werd twee dagen voordat de opnames begonnen ingehuurd. Die koos Zita Johann, die zelf geloofde in reïncarnatie. Tevens veranderde hij de titel van het scenario en uiteindelijk de film, naar “The Mummy”. Voor het filmwerk werd drie weken tijd uitgetrokken. Op de eerste dag werd de scène gefilmd waarin Imhotep ontwaakt uit zijn sarcofaag.
Make-up artiest Jack Pierce was verantwoordelijk voor het schminken van Boris Karloff. Hij gebruikte hiervoor katoen, collodium en spirit gum. Het schminkproces nam acht uur in beslag, en het weer veilig verwijderen van alle make-up nog eens twee uur. Vooral het weghalen van de gum was voor Karloff een pijnlijk proces.

### Opvolgers
In tegenstelling tot Frankenstein en Dracula, twee eerdere bekende horrorfilms van Universal, kreeg the Mummy geen officieel vervolg. In plaats daarvan werd in 1940 een semi-remake gemaakt van de film getiteld The Mummy's Hand (1940). Dit was een b-film, die wel een aantal vervolgen kreeg: The Mummy's Tomb (1942), The Mummy's Ghost (1944), The Mummy's Curse (1944) en de parodie Abbott and Costello Meet the Mummy.
Eind jaren 50 begon het Britse Hammer Film Productions met een eigen reeks mummiefilms. De eerste, The Mummy (1959), was een remake van Karloff’s film. De film kreeg een aantal vervolgen: The Curse of the Mummy's Tomb (1964), The Mummy's Shroud (1966) en Blood from the Mummy's Tomb (1971)
In 1999 verscheen wederom een remake van Karloffs film: The Mummy. Deze film kreeg twee vervolgen: The Mummy Returns en The Mummy: Tomb of the Dragon Emperor.